# ويلفريد بيترز (موسيقي)
ويلفريد بيترز (بالإنجليزية: Wilfred Peters)‏ هو موسيقي بليزي، ولد في 15 أبريل 1931 في بليز، وتوفي في 9 يونيو 2010.

## وصلات خارجية
- ويلفريد بيترز على موقع ميوزك برينز (الإنجليزية)